# Gluch Dzjagetjori
Gluch Dzjagetjori (armeniska: Գլուխ Ձագեձորի) är ett berg i Armenien. Det ligger i provinsen Siunik, i den sydöstra delen av landet, 160 kilometer öster om huvudstaden Jerevan. Toppen på Gluch Dzjagetjori är 3 196 meter över havet.
Terrängen runt Gluch Dzjagetjori är bergig norrut, men söderut är den kuperad. Närmaste större samhälle är Goris, 11,5 kilometer sydost om Gluch Dzjagetjori. 
Trakten runt Gluch Dzjagetjori består i huvudsak av gräsmarker. Runt Gluch Dzjagetjori är det ganska glesbefolkat, med 42 invånare per kvadratkilometer.